# SN 2006hj
SN 2006hj – supernowa typu Ia odkryta 18 września 2006 roku w galaktyce A211021+0055. W momencie odkrycia miała maksymalną jasność 21,30m.